# Oberhofer
Gli Oberhofer sono una band musicale statunitense proveniente da Brooklyn, New York. Il gruppo nacque nel 2008, su idea di Brad Oberhofer (chitarra e voce), da qui deriva il nome della band. Gli Oberhofer contano momentaneamente cinque membri: Matt Scheiner (chitarra e metallofono), Pete Sustarsic (batteria), Dylan Trevelen (basso) e Ben Roth (chitarra).
Nel luglio del 2011, Brad Oberhofer firmò un contratto con la Glassnote Records, casa discografica con cui pubblicarono il loro primo album, Time Capsules II, pubblicato il 27 marzo 2012.

## Storia del gruppo
Brad, nato a Tacoma (Washington) si trasferì a New York per frequentare la New York Music University. A New York conobbe i membri che costituiranno la sua band. Il nome della band prende il nome dello stesso frontman in quanto compositore. Nel 2010 gli Oberhofer pubblicarono il loro primo singolo, o0Oo0O0o. Dopo pochi mesi dalla loro prima pubblicazione fu chiesto loro di collaborare nel tour di diverse band, tra cui i Sleigh Bells, Neon Indian e i Morning Benders. Nell'anno successivo pubblicarono due singoli: Away frm U e I Could Go. I loro singoli ebbero subito un considerevole successo: la band riuscì ad attirare l'attenzione di diverse etichette discografiche, nell'estate del 2011 pubblicarono altri due singoli, Gotta Go e Mahwun.
Nel 2012 Brad firmerà il contratto con la Glassnote Records, loro attuale etichetta, con cui pubblicheranno il loro primo album di debutto Time Capsules II. Poco prima di dare alle stampe il loro primo album saranno ospitati al Late Show di David Letterman, dove si esibiranno con Away frm U. Il 27 marzo e il 16 aprile del 2012 pubblicheranno Time Capsules II corrispettivamente in America e nel resto del mondo. Grazie al successo ottenuto dall'album di debutto parteciperanno ad importanti eventi come il Coachella Valley Music and Arts Festival.

## Album
- Time Capsules II (Glassnote Records, 2012)
- Chronovision (Glassnote Records, 2015)
- Table 19: Oberhofer's Ultimate Wedding Mixtape (Glassnote Records, 2017)
- Smothered (Telefono, 2021)
- The Andy Warhol Diaries OST (Netflix, 2022)

## EP
- Notalgia EP (Glassnote Records, 2013)
- o000o000o EP (Glassnote Records, 2009)

## Curiosità
- Il loro brano Gold è stato inserito nella colonna sonora del gioco PES 2013.
- Il loro brano I Could Go fa parte della soundtrack del lungometraggio Where The Trail Ends prodotto da Red Bull.
- Il loro brano Sea of Dreams è stato inserito nel quarto episodio della terza stagione di BoJack Horseman.